# Soveliushuset
Soveliushuset är en byggnad i Brahestad i Österbotten, som uppfördes 1781 och är Brahestads äldsta bevarade bostadshus. Soveliushuset ägs av Sovelius släktstiftelse och hyrs ut till Brahestads museum sedan 1990. Huset är idag ett museum, som drivas av Brahestads museum. I nedervåningen inryms också museets kontor.
Soveliushuset är ett typiskt borgarhus från 1700-talet. Det är byggt i trä i två våningar på en hög stenfot. Väggarna är brädfodrade med lodräta täckribbor. På den norra fasaden finns en i början av 1900-talet tillbyggd veranda och byggnaden har en bevarad karolinsk rumsuppdelning på båda våningarna. Bakom den breda hallen finns salen och på dess båda sidor finns två kammare. 
Övervåningen har restaurerats i 1890-talsstil och nedervåningen i jugendstil från 1900-talets början. På övervåningen finns interiörmuseet Skeppspatronshemmet, som visar ett välbärgat skeppsredarhem. De gröna växterna i skeppspatronshemmet är av samma sorter som valdes till hemmen i Brahestad vid denna tid: rumsgran, hibiskus, kafferlilja, apostlalilja och fjädersparris.

## Bildgalleri

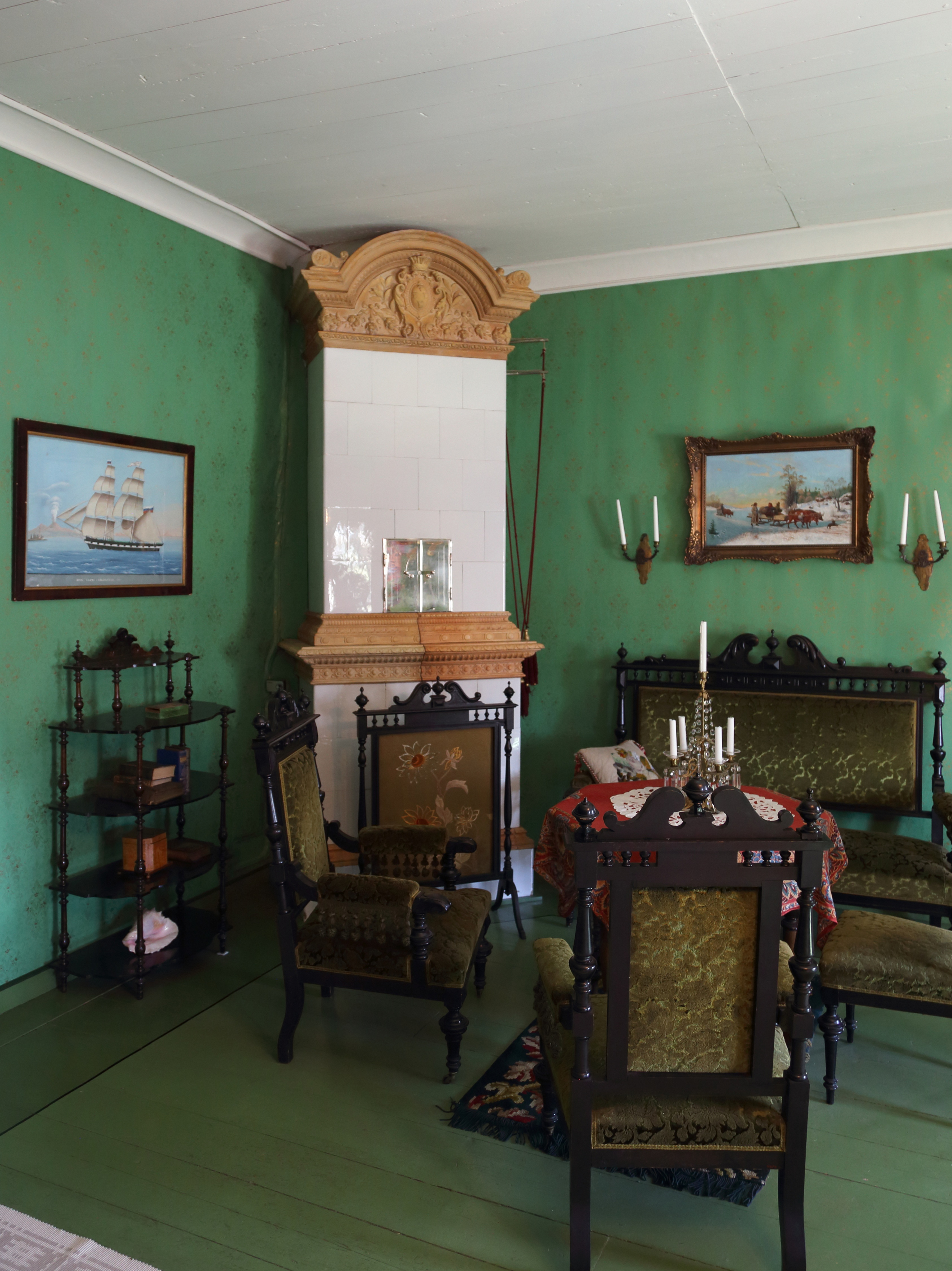
Sittgrupp
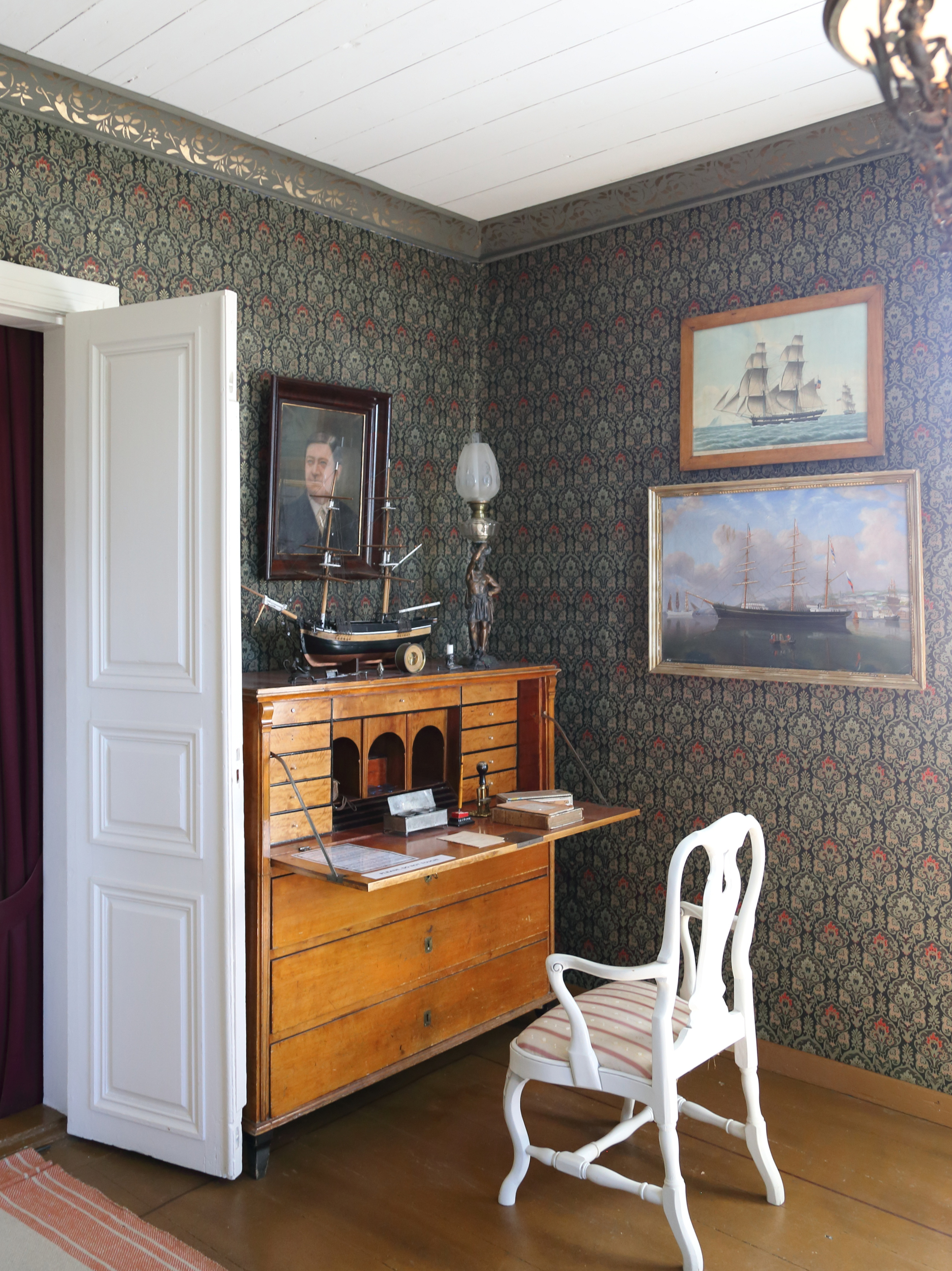
Sekretär
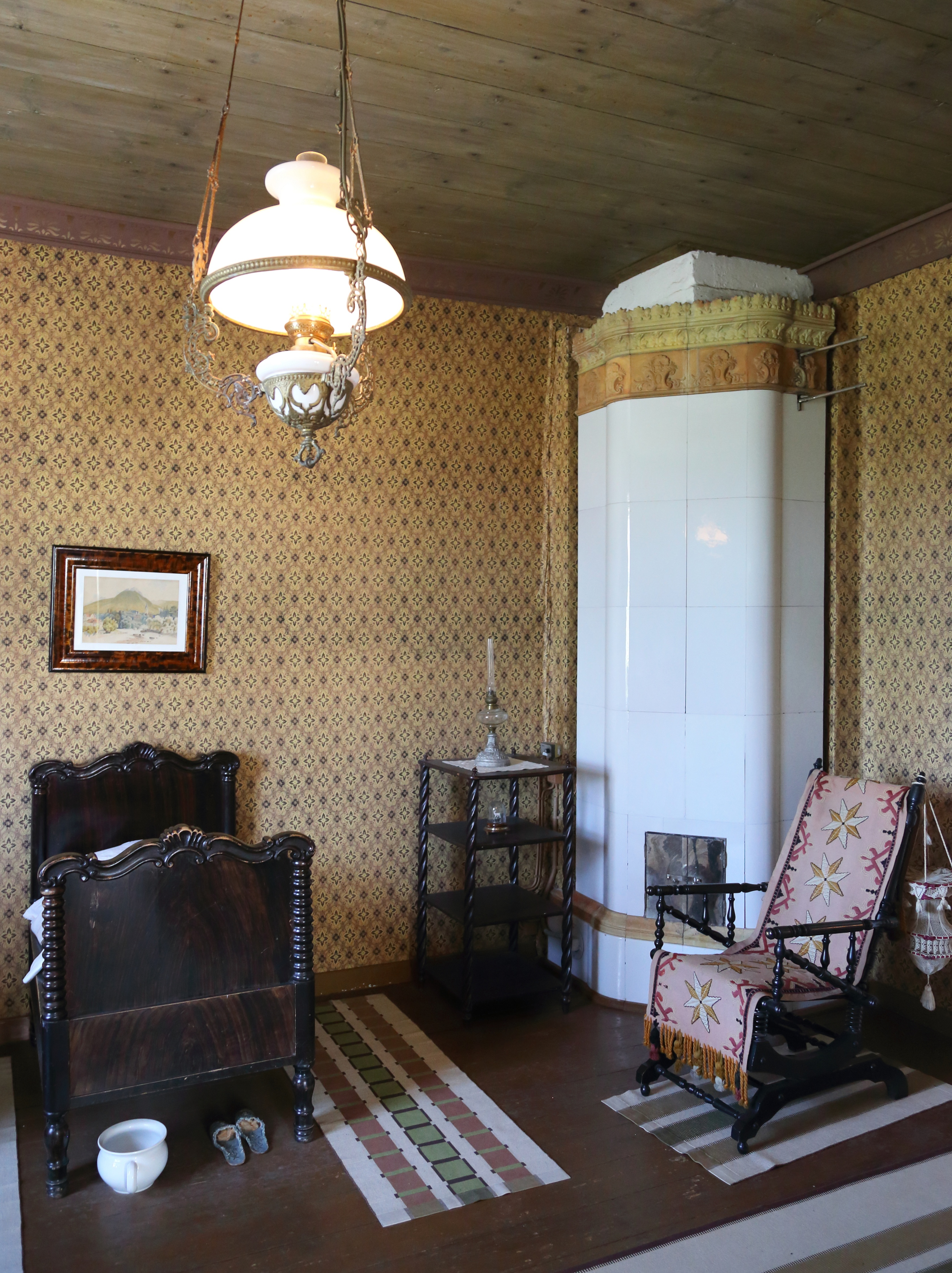
Sovrum
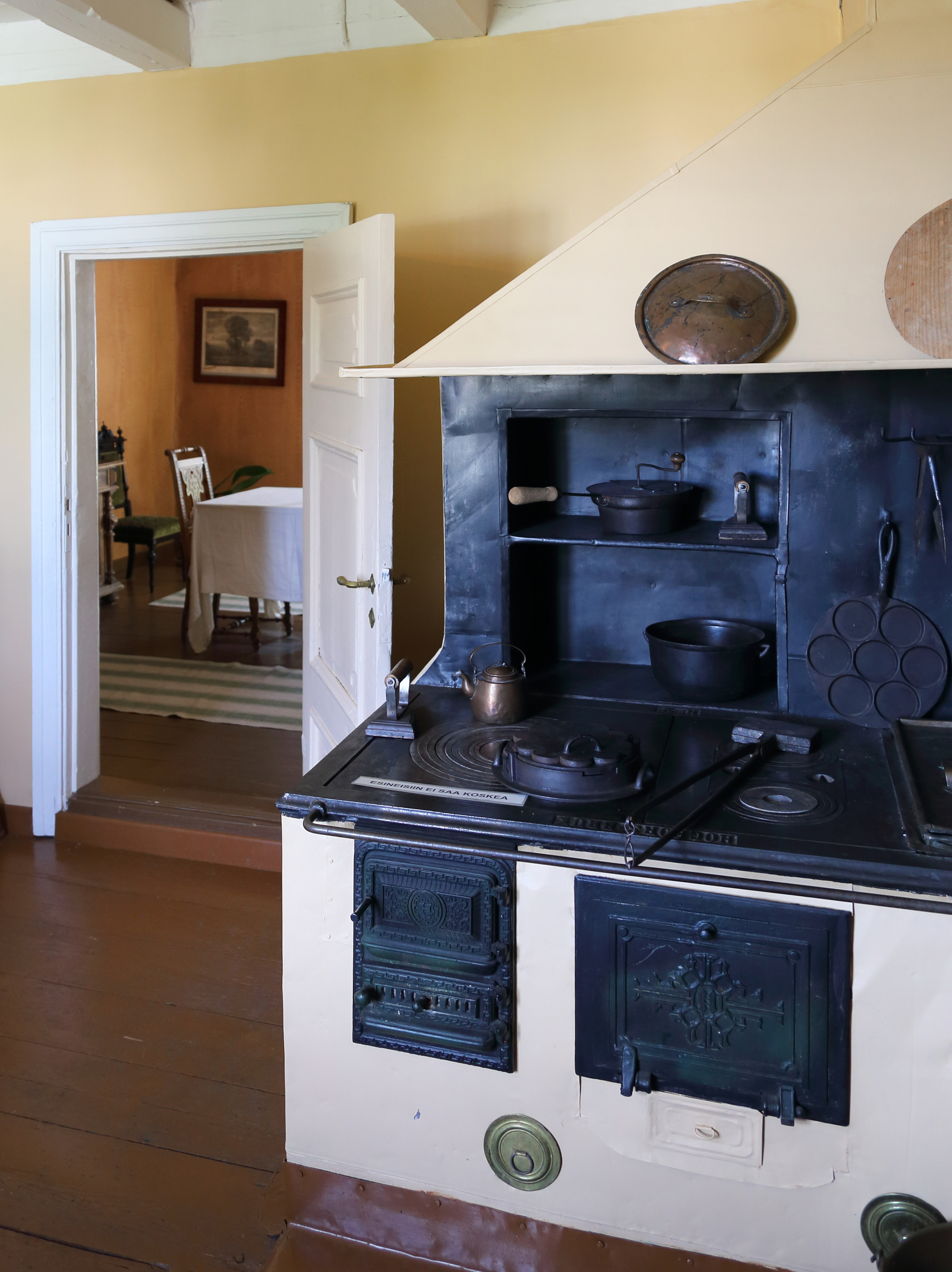
Köket